# Cystoprosopa semirufa
Cystoprosopa semirufa là một loài ruồi trong họ Asilidae. Cystoprosopa semirufa được Wiedemann miêu tả năm 1828.